# Saccolaimus
Saccolaimus es un género de murciélagos de la familia Emballonuridae. La especie tipo es: Taphozous saccolaimus Temminck, 1838. Comprende las siguientes especies:

## Especies
- Saccolaimus flaviventris
- Saccolaimus mixtus
- Saccolaimus peli
- Saccolaimus saccolaimus.[1][2]